# Kontrwalacja
Kontrwalacja (linia kontrwalacyjna, od łac. contrvallatio – przeciwobwałowanie) – w działaniach oblężniczych wewnętrzna linia umocnień w postaci wału ziemnego otaczająca obleganą twierdzę bądź miasto. Jej głównym celem było chronienie wojsk oblegających przed wypadami obrońców twierdzy.